# Mario D'Annunzio
Mario D'Annunzio (Pescara, 13 gennaio 1884 – Roma, 11 agosto 1964) è stato un politico italiano.

## Biografia
Primogenito di Gabriele D'Annunzio e Maria Hardouin, nacque a Pescara il 13 gennaio 1884. Fu il secondo e ultimo Principe di Montenevoso.
Il 31 dicembre 1932 a Roma sposò Angela Benetti (senza figli).
Fu membro della Camera dei deputati dal 1929 al 1939 e successivamente consigliere nazionale alla Camera dei fasci e delle corporazioni come rappresentante della corporazione della meccanica.

## Opere
- Con mio padre sulla nave del ricordo (1950)
- Mio padre comandante di Fiume (1956)